# 용원중학교
용원중학교(龍院中學校)는 대한민국 경상남도 창원시 진해구 용원동에 있는 공립 중학교이다.

## 학교 연혁
- 2009년 3월 1일 : 용원중학교 개교
- 2009년 3월 3일 : 제1회 입학식
- 2023년 1월 5일 : 제12회 졸업장 수여식(264명, 누계 2,777명)
- 2023년 3월 2일 : 제15회 입학식(남 136명, 여 101명 계 237명)
- 2023년 9월 1일 : 제7대 문초주 교장 취임

## 참고 자료
- 용원중학교 - 한국교육학술정보원 학교알리미